# Роотс, Олав Яанович
Олав Яанович Роотс (эст. Olav Roots; 26 февраля 1910, деревня Удерна, волость Рынгу, Эстония — 30 января 1974, Богота, Колумбия) — эстонско-колумбийский дирижёр, пианист и композитор.

## Биография
В 1923—1938 гг. учился в музыкальной школе в Тарту у Артура Лембы (фортепиано) и Хейно Эллера (композиция), затем в 1931—1935 гг. в Таллинской консерватории; в дальнейшем совершенствовал пианистическое мастерство в Париже у Альфреда Корто, а дирижёрское — в Вене у Феликса Вайнгартнера, в Зальцбурге у Клеменса Крауса и Бернхарда Паумгартнера и в Копенгагене у Николая Малько.
С 1935 г. вёл в Таллинской консерватории класс камерного ансамбля, а затем с 1938 г. класс дирижирования. В 1939 г. возглавил Симфонический оркестр Эстонского радио. Под руководством Роотса оркестр в том же году впервые в Эстонии исполнил Пятую симфонию Дмитрия Шостаковича. Тесное содружество связывало Роотса с ведущим эстонским композитором Эдуардом Тубином: четыре его симфонии были впервые исполнены оркестром под управлением Роотса.
В 1944 г., с приближением советской армии, бежал в Швецию и первоначально обосновался в городе Сигтуна. Преподавал в эстонской гимназии, руководил Стокгольмским юношеским смешанным хором. В Швеции продолжалось сотрудничество Роотса с Тубином: Роотс стал первым исполнителем таких фортепианных сочинений Тубина, как Баллада (1945), Вариации на эстонские народные темы (1945) и Соната № 2 «Северные огни» (1950).
В 1952 г. по приглашению Сантьяго Веласко Льяноса занял пост профессора оркестровки и дирижирования в Национальной консерватории Боготы. В том же году был приглашён возглавить Симфонический оркестр Колумбии, создаваемый в Боготе, и провёл в Колумбии оставшуюся часть жизни. С 1954 г. он также возглавлял Хор имени Баха, а в 1956—1958 гг. и камерный хор Национального радио и телевидения, за руководство которым был дважды удостоен премии Национального радио и телевидения. С 1958 г. заведовал кафедрой хорового дирижирования в консерватории. Много выступал как пианист-аккомпаниатор с различными колумбийскими исполнителями, в 1961 г. работал как приглашённый дирижёр с Буэнос-Айресским филармоническим оркестром.
В Колумбии Роотс обратился к композиции. За последние пятнадцать лет жизни он написал Симфонию (1967), Вариации и пассакалью на тему Артура Каппа (1960), два вокальных сочинения на стихи Леона де Грейфа, фортепианные пьесы.